# Cédric Mathy
Cédric Mathy (Ixelles, 2 febbraio 1970) è un ex pistard belga, medaglia di bronzo nella corsa a punti ai Giochi olimpici di Barcellona 1992.

## Palmarès
- 1990 (Dilettanti)

Campionati belgi, Omnium Dilettanti
Campionati belgi, Inseguimento individuale Dilettanti
Campionati belgi, Corsa a punti Dilettanti
- 1991 (Dilettanti)

Campionati belgi, Inseguimento individuale Dilettanti
Campionati belgi, Corsa a punti Dilettanti
- 1992 (Dilettanti)

Campionati belgi, Omnium Dilettanti
Campionati belgi, Inseguimento individuale Dilettanti
Campionati belgi, Corsa a punti Elite
- 1993 (Dilettanti)

Campionati belgi, Omnium Dilettanti

## Piazzamenti

### Competizioni mondiali
- Campionati del mondo

Lione 1989 - Inseguimento individuale Dilettanti: 4º
Stoccarda 1991 - Corsa a punti Dilettanti: 13º
- Giochi olimpici

Barcellona 1992 - Inseguimento individuale: 6º
Barcellona 1992 - Corsa a punti: 3º